# Edberg
Edberg és un poble del centre d'Alberta, aproximadament, 31 km al sud de Camrose.
Johan A. Edstrom, va anomenar el poble per si mateix.

## Demografia
El 2016, el cens de població era de 151 habitants en 61 dels seus 65 habitatges privats totals,una diferència del −101,0% l'any 2011 on hi vivien 168. Amb una superfície de 35 km², tenia una densitat de població de431,4/km² el 2016.